# Margarita Levieva
Margarita Vladimirovna Levieva (in russo: Маргари́та Влади́мировна Леви́ева; Leningrado, 9 febbraio 1980) è un'attrice russa naturalizzata statunitense.

## Biografia
Margarita Levieva nasce a San Pietroburgo (all'epoca denominata Leningrado), nell'allora Russia sovietica, il 9 febbraio del 1980 in una famiglia ebraica
. All'età di 11 anni emigrò con la madre ed il fratello gemello negli Stati Uniti, stabilendosi inizialmente a Brooklyn (New York). Alta 1,68 m, ha conseguito il diploma presso il liceo di Secaucus, nel New Jersey, per poi studiare economia alla New York University.
Ha recitato in diversi film, fra cui Invisible, un film statunitense del 2007, remake di un film svedese, dove ha interpretato la protagonista, Annie Newton, adolescente emarginata. Ha lavorato al fianco di Tim Robbins e William Hurt nel film Noise.
Nel 2005 il New York Magazine l'aveva definita come una delle 50 persone più belle di New York.
Recita la parte di Julie negli ultimi tre episodi della prima stagione di How to Make It in America, una serie televisiva statunitense trasmessa in prima visione a partire dal 14 febbraio 2010 su HBO.
Nel 2011 entra a far parte del cast della serie, prodotto dalla ABC, Revenge, dove interpreta il ruolo della vera Emily Thorne, che scambia la sua identità con quella della vera Amanda Clarke per poterle permettere di portare a termine il suo piano di vendetta. Nel 2015 interpreta Nathalie O'Conner nella serie TV Allegiance.
Dal 2017 al 2019 ha fatto parte del cast della serie televisiva della HBO The Deuce - La via del porno.

## Filmografia

### Cinema
- Invisible, regia di David S. Goyer (2007)
- Noise, regia di Henry Bean (2007)
- Toy Boy - Un ragazzo in vendita (Spread), regia di David Mackenzie (2009)
- Adventureland, regia di Greg Mottola (2009)
- The Lincoln Lawyer, regia di Brad Furman (2011)
- The Stand Up, regia di David Wexler (2011)
- For Ellen, regia di So Yong Kim (2012)
- Knights of Badassdom, regia di Joe Lynch (2013)
- The Loft, regia di Erik Van Looy (2014)
- SWOP: I sesso dipendenti (Sleeping with Other People), regia di Leslye Headland (2015)
- Diario di una teenager (The Diary of a Teenage Girl), regia di Marielle Heller (2015)
- James White, regia di Josh Mond (2015)
- It Happened in L.A., regia di Michelle Morgan (2017)
- Future World, regia di James Franco e Bruce Thierry Cheung (2018)
- L'eredità della vipera (Inherit the Viper), regia di Anthony Jerjen (2019)

### Televisione
- Law & Order - Il verdetto (Law & Order: Trial by Jury) – serie TV, 1 episodio (2005)
- Vanished – serie TV, 13 episodi (2006)
- Kings – serie TV, 1 episodio (2009)
- How to Make It in America – serie TV, 6 episodi (2010-2011)
- Revenge – serie TV, 23 episodi (2011-2013)
- The Blacklist – serie TV, 5 episodi (2013-2016)
- Allegiance – serie TV, 13 episodi (2015)
- The Deuce - La via del porno (The Deuce) – serie TV, 25 episodi (2017-2019)
- Venne dal freddo (In from the Cold ) – serie TV, 8 puntate (2022)
- Litvinenko - Indagine sulla morte di un dissidente (Litvinenko) – miniserie TV, 4 puntate (2022)
- The Acolyte - La seguace (The Acolyte) – serie TV, 1 episodio (2024)
- Daredevil - Rinascita (Daredevil: Born Again) – serie TV (2025)

## Doppiatrici italiane
Nelle versioni in italiano delle opere in cui ha recitato, Margarita Levieva è stata doppiata da:
- Chiara Gioncardi in Allegiance, Venne dal freddo, The Acolyte - La seguace
- Barbara De Bortoli in The Blacklist, Litvinenko - Indagine sulla morte di un dissidente
- Lidia Perrone in Vanished
- Alessia Amendola in Invisible
- Ilaria Latini in Toy Boy - Un ragazzo in vendita
- Myriam Catania in Adventureland
- Domitilla D'Amico in Revenge
- Alessandra Bellini in The Loft
- Francesca Manicone in The Deuce - La via del porno
- Selvaggia Quattrini in Daredevil: Rinascita